# Васкес, Юл
Юл Ва́скес (англ. Yul Vazquez; род. 1965) — американский актёр и музыкант кубинского происхождения, который наиболее известен благодаря роли Боба в телесериале «Сайнфелд».

## Карьера
До началам своей актёрской карьеры Юл был гитаристом в американских группах с Восточного побережья Urgent и Diving For Pearls, игравших album-oriented rock .
Являясь в основном телевизионным актёром, Васкес появлялся в сериалах «Волшебный город», «Закон и порядок», «Клан Сопрано», «Закон и порядок: Специальный корпус», «В поле зрения», «Прикосновение ангела», «Секс в большом городе», «Грань» и «Байки из склепа».

## Награды и номинации
В 2008 году вместе с коллективом криминальной драмы «Гангстер» Васкес был номинирован в категории «лучший актёрский состав в игровом кино» Премии Гильдии киноактёров США. За роль в театральной постановке «Ублюдок в шляпе» по пьесе Стивене Адли Гирджиса Юл Васкес получил номинации на ряд престижных наград, включая «Тони», «Драма Деск» и Премию Внешнего общества критиков США.

## Личная жизнь
С 2002 года женат на актрисе Линде Ларкин (род. 1970).